# Wohnhaus Schillerstraße 17
Das Wohnhaus Schillerstraße 17 in der niedersächsischen Kreisstadt Cuxhaven im Landkreis Cuxhaven stammt aus der Mitte des 19. Jahrhunderts.
Aktuell (2024) wird es für Wohnungen, eine Praxis und Büros genutzt.
Das Gebäude steht unter Denkmalschutz (siehe auch Liste der Baudenkmale in Cuxhaven).

## Geschichte und Beschreibung
Die Schillerstraße im Lotsenviertel – eine Fußgänger- und Einkaufsstraße – führt in Ost-West-Richtung. Hafennah wohnten hier früher bevorzugt Lotsen und Familien mit Seefahrtsberufen. 2010 wurde die Schillerstraße verkehrsberuhigt ausgebaut.
Das zweigeschossige giebelständige verputzte und historisierende Gebäude mit ziegelgedecktem Satteldach wurde um 1840 im klassizistischen Stil gebaut. Die Straßenfassade ist geprägt durch eine mittige, geschossübergreifende Rundbogennische, ansonsten Horizontalgliederung durch ein kräftiges Gesims mit Zahnschnitt und fein profilierte Gesimse in Kämpferhöhe der Rundbogenfenster, sowie Akanthusfriese in den Brüstungsfeldern der Obergeschossfenster.
Das Landesdenkmalamt befand u. a.: „… im Stadtbild seltener klassistischer Bau …“